# 聯合車站 (奧馬哈)
奧馬哈聯合車站（英語：Omaha Union station）位於美國內布拉斯加州最大城市奧馬哈市區，為一座已經停止營運的大型鐵路車站。其地址為南10街801號，隔著路軌和奧馬哈伯靈頓車站相望。車站設計為裝飾藝術風格，曾被譽為是“中西部最佳裝飾藝術建築之一”。"也是聯合太平洋鐵路公司建造的第一座裝飾藝術車站。1931年聯合車站新站的落成標誌著奧馬哈正式成為中西部重要的鐵路樞紐，聯合車站和共站建設的伯靈頓車站共同構成全美第四大鐵路樞紐。

## 歷史
自1863年第一條橫貫大陸鐵路開始修建，奧馬哈作為密蘇里河西岸鐵路的起點重要性開始顯現。1869年鐵路貫通並開始正式營運，而此時聯合車站僅僅是一座停車棚。1890年聯合太平洋鐵路拆除停車棚，並與伯靈頓鐵路商議共同建設一座現代化的鐵路車站。然而不久後聯合太平洋鐵路陷入經濟困境，無力支付高昂的建築費用，工程被迫擱淺。聯合太平洋鐵路列車被迫繼續使用臨時停車站。為迎接1898年萬國博覽會，伯靈頓公司遂退出合作在路軌區南側獨立新建車站並搶在博覽會期間完工，是為今日伯靈頓車站。受到競爭者的壓力，聯合太平洋鐵路公司也與1898年動工興建新車站。

### 1899年聯合車站
1899年12月1日新車站完工，命名為聯合車站既有“共構車站”亦有“聯合太平洋鐵路車站”雙重含義。建站共花費40萬5千美元。車站在建築總體設計上和伯靈頓站相似，均為兩層樓，其中上層和10街立交橋高度相同。旅客可以直接從10街立交橋橋面進入候車廳，並通過樓梯下降到月台層。大樓為磚塊結構，並以貝德福德石雕作為裝飾，車站入口處安裝有鋼骨玻璃的防雨棚。大樓旁亦有鐘樓為旅客提供報時。月台區共有13線軌道，並裝備有當時最新的閉鎖設備以保證列車安全。

### 1931年聯合車站
|                                                 | 我們試圖表現出鐵路的獨一無二的特質：力量，動力和厚重 |
| ——奧馬哈聯合車站設計師Gilbert Stanley Underwood |                                                      |

1931年奧馬哈聯合車站月台區

隨著奧馬哈地區客流量增加，城市道路交通的改善，以及日趨激烈的鐵路公司競爭。奧馬哈兩大鐵路巨頭聯合太平洋鐵路和芝加哥，伯靈頓和昆西鐵路達成協議，全面修繕現有車站。聯合車站站房被拆除，並在原值重建新站。1929年7月29日新站奠基，1931年1月15日正式開放。在車站開業儀式上，聯合太平洋鐵路總裁Carl R. Gray以新站的落成向"為人民提供快捷，舒適的服務的奧馬哈鐵路致敬"。
新站站房建築面積124,000平方英尺 (約11,500平方米)，造價350萬美元。新聯合車站主站房由洛杉磯設計師Gilbert Stanley Underwood設計，由鋼架結構為承力機構，外敷設奶油色光澤赤陶土。 設計師曾這樣闡述自己的設計思路“我們試圖表現出鐵路的獨一無二的特質：力量，動力和厚重”。車站候車大廳長160英尺，寬72英尺，天花板高65英尺。大廳具有天主教教堂式大型片窗，水磨石地面，支撐住和護牆板用比利時大理石建造。6座華麗的枝形吊燈保證在夜間也有充分的照明。
聯合車站月台區亦得到擴建。一座巨大的進站天橋連接聯合車站和伯靈頓車站，使得在奧馬哈搭乘火車的旅客可以從南北兩個方向進出站。月台數量也擴充至10座岛式月台，佔據站房至伯靈頓車站之前全部空間。以容納大量旅客的列車的停靠。
雖然伯靈頓車站裝修趕在聯合車站新站落成一年前完成。但隨即聯合車站後來居上，以先進，完善的設施獲得了人們的廣泛好評。電動行李傳送帶，電動扶梯，明亮的照明等為聯合車站贏得了廣泛的聲譽。同時，聯合車站在某些設施上的浪費和浮華也使其在當時大蕭條的社會環境下褒貶參半，如大量的女洗手間，大理石柱和地面，以及門窗框的深色橡木木飾。開張第一年，客流即達150萬人，至1941年，已有七家鐵路公司進駐聯合車站，日發送列車64對，旅客10,000人次，營運的線路延伸到美國各個地區。

### 衰退和改建
第二次世界大戰結束後，航空業，汽車普及和州際高速公路網的建設使得鐵路業面臨大挑戰。而州際通商委員會 (ICC)對於鐵路客運過於死板的管理，高額稅收，讓各大鐵路公司雪上加霜。早期鐵路發展時期重複建設的弊病得到了暴露，鐵路公司紛紛廢棄線路，以此逃避無法盈利的客運以及高額的稅收。經停奧馬哈的列車絕大多數為長途過境的城際列車，缺乏通勤人次，這使得奧馬哈在鐵路大衰退迅速荒廢：1956年芝加哥和西北鐵路公司宣佈終止在奧馬哈的客運服務，1960年沃巴什鐵路公司取消奧馬哈的列車，1965年密蘇裡太平洋鐵路和芝加哥大西部鐵路紛紛退出奧馬哈，1969年岩島鐵路停止奧馬哈的客運業務。整個車站人去樓空，值班站長和工作人員往往是車站唯一的人群。1971年美鐵整合全國客運後，選擇伯靈頓車站作為奧馬哈鐵路車站。1971年，聯合車站建成40年後正式關閉。同年，聯合車站被列入美國國家史跡名錄。
月台區和進站天橋隨即被拆除。1973年，聯合太平洋鐵路將車站大樓捐贈給奧馬哈市政廳，但仍然使用剩餘路軌作貨運列車調車之用。1975年，市政府將大樓改建成“西部遺產博物館”（Western heritage museum）。聯合太平洋鐵路博物館和一些檔案亦位於大樓內。原來月台區拆除後，僅留下側式月台一座，陳列機車，客車各一節用於靜態展示。
1995年至1997年，市政廳投入兩千兩百萬元對主樓進行全面整修。新建的結構將保留的第一月台容納在內，新增面積2000平方米。同時，靜態展示區亦增加到四節客車，一節蒸汽機車，一節有軌電車，反映不同時期奧馬哈車站交通狀況。原行包房改建成報告廳。2008年，改名為杜倫博物館。